# Daniel Casper von Lohenstein

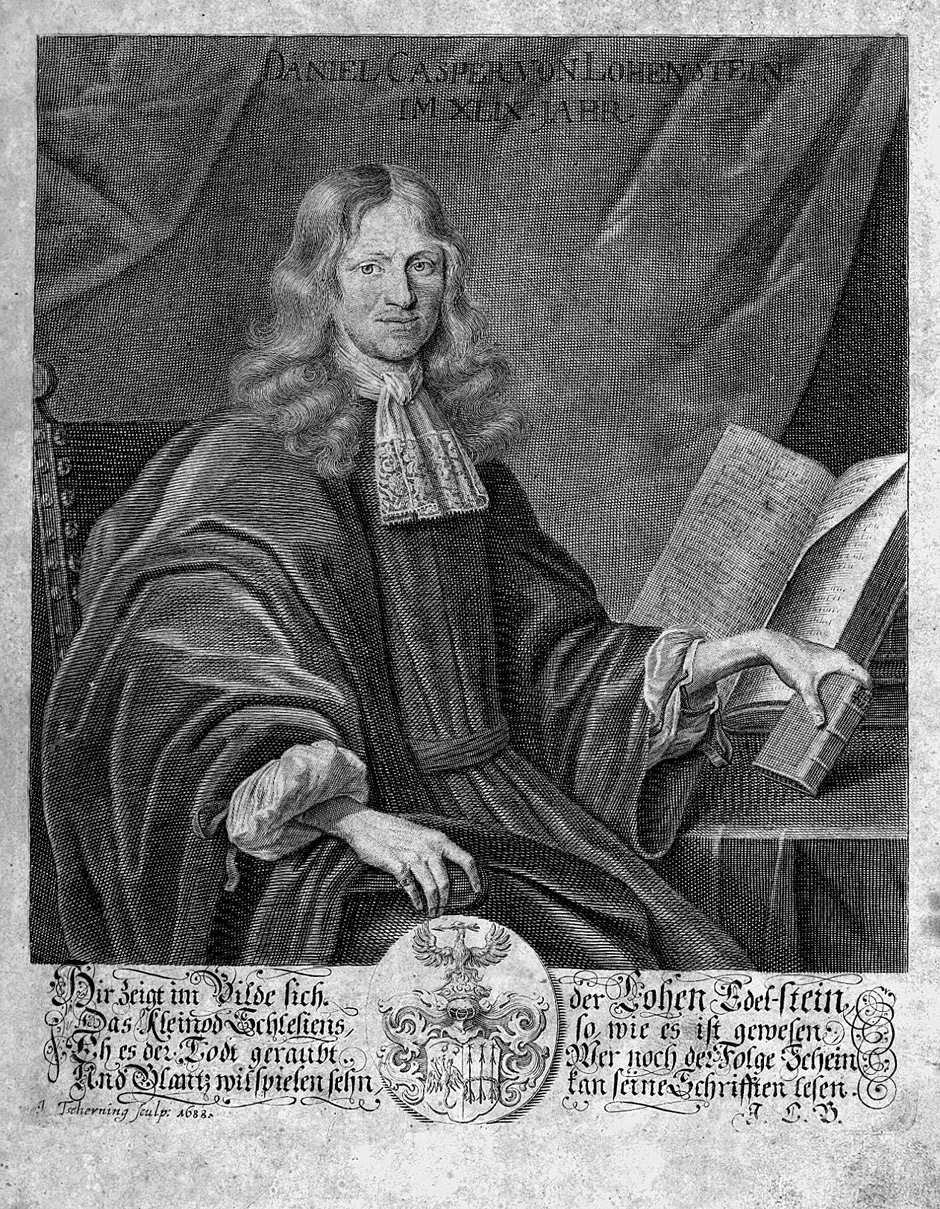
Daniel Casper von Lohenstein im Todesjahr 1683

Daniel Casper, auch Daniel Caspar, ab 1670 Casper von Lohenstein (* 25. Januar 1635 in Nimptsch, Herzogtum Brieg; † 28. April 1683 in Breslau, Fürstentum Breslau), war ein deutscher Jurist, Diplomat, Übersetzer, Dichter des schlesischen Barocks und einer der Hauptvertreter der Zweiten Schlesischen Dichterschule.

## Familie
Daniel Casper war der Sohn des kaiserlichen Zoll-, Akzise- und Biergefälle-Einnehmers Johann (Hans) Casper (* um 1602; † 28. Januar 1672 in Nimptsch), Ratsherr und Stadtvogt von Nimptsch, und der Susanna Schädel von Greiffenstein (1612–1652). Vater Hans erhielt 1642 einen Wappenbrief und wurde am 17. Juli 1670 in den erblichen Reichsadelsstand mit Namensmehrung „von Lohenstein“ erhoben.
Daniel Casper wurde 1635 im fürstlichen Schloss zu Nimptsch geboren, in das sich die Eltern während des Dreißigjährigen Krieges zurückgezogen hatten, und starb 1683 an einem Schlaganfall in Breslau.
Er heiratete am 30. Oktober 1657 in Breslau Elisabeth Herrmann († 1708 in Czettritz bei Landsberg an der Warthe, Mark Brandenburg), die Tochter des Caspar Herrmann, Amtmann über die Landgüter des Rats der Stadt Breslau.

## Leben
Nach anfänglichem Privatunterricht durch den Schulleiter in Nimptsch schickte ihn sein Vater nach Breslau, wo Casper von 1642 bis 1651 die Magdalenen-Lateinschule besuchte, die 1643 zum Gymnasium (Maria-Magdalenen-Gymnasium) erhoben worden war. Im Mittelpunkt des Unterrichts stand die philologisch-rednerische Ausbildung. Schon als elfjähriger Schüler disputierte er an antiken Beispielen über die Qualifikationen, die für einen Edelmann erforderlich sind. Als Fünfzehnjähriger verfasste er sein erstes Trauerspiel Ibrahim, das auch aufgeführt wurde. Lohenstein war befreundet mit dem Barockdichter Heinrich Mühlpfort.
Nach Abschluss des Gymnasiums musste Casper Breslau verlassen, da es dort noch keine Universität gab. An der Universität Leipzig studierte er bei Benedikt Carpzov (1595–1666), dem Begründer der deutschen Strafrechtswissenschaft, und an der Universität Tübingen bei Wolfgang Adam Lauterbach (1618–1678), bei dem er am 6. Juni 1655 seine Disputation vorlegte (Disputatio Juridica De Voluntate). Noch vor Ende des Studiums besuchte er 1654 den vorletzten Reichstag in Regensburg.
Nach Studienende unternahm er im Juni 1655 eine Bildungsreise, die ihn zunächst an Fürstenhöfe in Deutschland, aber auch in die Schweiz sowie nach Leiden, Utrecht und Wien führte. Wegen der grassierenden Pest konnte er nicht nach Italien reisen. So verbrachte er einige Zeit in Ungarn, wo er mit dem türkisch-orientalischen Kulturkreis in Berührung kam.
Von seinem Vater zurückgerufen, kam er auf seiner Heimreise per Schiff in ein starkes Unwetter, bei dem er, selbst in Seenot, den Untergang von dreizehn Schiffen erlebte – ein Erlebnis, das er sein ganzes Leben lang nicht vergessen konnte. Nach der Heimkehr ließ er sich als Rechtsanwalt in Breslau nieder, wo er 1657 mit 22 Jahren heiratete.

## Regierungsrat in Oels
1665 widmete er das von ihm verfasste Trauerspiel „Agrippin“ der Herzogin Luise von Liegnitz-Brieg-Wohlau geborene Prinzessin von Anhalt-Dessau. Deren regierende Fürstin-Mutter Elisabeth Marie berief ihn 1668 als Rat an ihren Hof nach Oels. Als Gelehrter und Berater der Herzogin Luise schuf er in deren Auftrag den dichterischen und künstlerischen Entwurf für das Liegnitzer Mausoleum der Schlesischen Piasten. Herzog Christian bemühte sich, ihn als Geheimen Rat an seinen Hof zu ziehen, doch zog Casper es vor, 1670 nach Breslau zurückzukehren, wohin ihn eine Erfolg versprechende Karriere lockte.
Schon als Schüler war er in den patrizischen Kreisen der Breslauer Stadtrepublik ein- und ausgegangen. Jetzt setzte sich der Ratsälteste Christian Hoffmann von Hoffmannswaldau (1616–1679) für ihn ein, den Casper als Dichter und Menschen – wie seine berühmte Grabrede von 1679 auf diesen bezeugt – sehr bewunderte. Nachdem der Obersyndikus Peter Muck von Muckendorff 1670 abdankte, um die Präsidentenstelle des Herzogtums Lauenburg zu übernehmen und der zweite Syndikus, Andreas von Assig, in dessen Stelle als Obersyndikus berufen wurde, konnte Daniel Casper als Syndikus an die Stelle Assigs berufen werden.

## Syndikus und Diplomat in Breslau

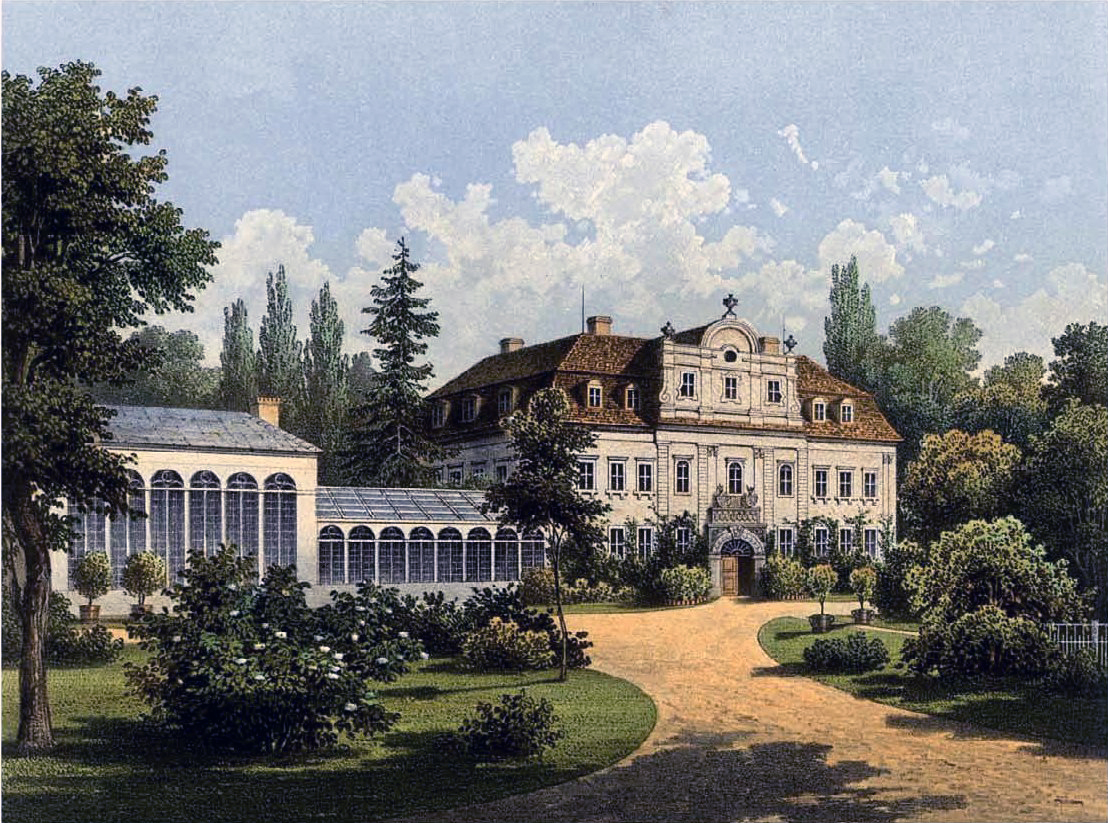
Gut Kittelau um 1860, Sammlung Alexander Duncker

Die von Lohenstein eingenommene Syndikusstelle war eines der wichtigsten und bestbezahlten Ämter der Stadt. Die Erhebung seiner Familie in den Adelsstand wenige Wochen später, die mit dem Namenszusatz „von Lohenstein“ verbunden war, dürfte eher ihm als seinem Vater gegolten haben. Das Amt des Obersyndikus bekleidete er acht Jahre bis zu seinem Tod.
Die Verhältnisse in Schlesien nach dem Dreißigjährigen Krieg waren stark von der Gegenreformation geprägt. Als ein kaiserliches Edikt die Absetzung aller evangelischen Schullehrer befahl, war die Gefahr einer Besetzung Breslaus durch die kaiserliche Armee unter Führung des Generals Kop so groß, dass der Breslauer Rat Lohenstein zu Verhandlungen an den Kaiserhof nach Wien entsandte. Mit diplomatischem Geschick gelang es Lohenstein, Kaiser Leopold zu bewegen, seine Forderung fallen zu lassen. Lohensteins hohe diplomatische Fähigkeiten hat sich die Stadt noch öfter zunutze gemacht und ihn auf Gesandtschaftsreisen geschickt. Als Diplomat und Politiker sowie als Jurist hat er sich bewährt.
Daniel Casper von Lohenstein besaß etliche Güter. 1673 erwarb er Kittelau von der Herzogin Luise von Brieg und erbte im selben Jahr Reisau und Roschkowitz von Tobias von Kleindienst. Als anerkannter Dichter, geadelter Obersyndikus und Gutsbesitzer stand er in den 1670er Jahren auf der Höhe seines Lebens. 1675 wurde er, der sich immer stärker den Positionen Habsburgs zuwandte, zum Kaiserlichen Rat ernannt.

## Wirken
Erstaunlich ist, was er als Dichter neben seinem Beruf als Jurist und Diplomat geleistet hat. Der überaus produktive Daniel Casper von Lohenstein wurde vor allem als Autor barocker Trauerspiele bekannt, die durch den französischen Klassizismus geprägt waren. Neben Gryphius war er der bedeutendste deutschsprachige Dramatiker des Barock. Hauptfiguren von auffallend vielen seiner Dramen sind politisch entschieden und klug handelnde Frauen: Kleopatra, Agrippina, Epicharis und Sophonisbe.
Sein Roman Großmüthiger Feldherr Arminius, der 1689 und 1690 in zwei Bänden erschien und etwa 3100 Seiten umfasst, war ein Höhepunkt barocker Romankunst. Den Ausgangspunkt bildet die Varusschlacht, in der neun römische Legionen unter dem Kommando des Publius Quinctilius Varus von germanischen Stämmen unter Führung des Arminius vernichtet werden. Im ersten Teil des Romans werden, nach dem Muster des Heliodor, nur Vorgeschichten erzählt, im zweiten Teil wird die Handlung dann chronologisch bis zum glücklichen Ende weitergeführt. Den poetologischen Vorgaben des höfisch-historischen Romans entsprechend, ist die Darstellung weniger von der realistischen Wiedergabe historischer Ereignisse als vielmehr von der Ausgestaltung überzeitlich gültiger geschichtsphilosophischer Prinzipien geprägt. So wird gleich auf den ersten Seiten betont, dass die Folgen eines bestimmten politischen Handelns „nicht von der Gerechtigkeit der Sache / nicht von der Kühnheit eines hertzhafften Unterfangens / sondern von dem unwandelbaren Gesetze des unerbittlichen Verhängnüßes“ abhängen.
Seine Lyrik wurde teils in Einzeldrucken, teils in Gedichtsammlungen (Blumen, 1680) veröffentlicht.

## Nachwirkung
Lohensteins Werke wurden bis in die Mitte des 18. Jahrhunderts hinein gelesen und neu aufgelegt, Christian Thomasius und Moses Mendelssohn zählten zu seinen Bewunderern. Danach brach seine Wirkung ab, eine um 1745 geplante Werkausgabe ist nicht mehr erschienen. Der rasche stilgeschichtliche Wandel, der am Ende des 17. Jahrhunderts einsetzte, hatte zu teils harscher Kritik von Literaturkritikern wie Johann Jakob Bodmer, Johann Jakob Breitinger und Johann Christoph Gottsched geführt, was offenbar die Rezeption seines Werkes nachhaltig beeinflusste.
In erster Linie wurde der aus ihrer Sicht übermäßige Gebrauch von Metaphern und anderen bildhaften Sprachfiguren sowie Lohensteins Prunken mit umfassender polyhistorischer Gelehrsamkeit kritisiert. Ein Vorwurf, den später Joseph von Eichendorff aufgegriffen hat, um den Arminiusroman in die „tollgewordenen Realenzyklopädien“ (gemeint sind die dickleibigen Romane) des Barock einzureihen. Erst als die ästhetischen Normen der Klassik und Romantik am Anfang des 20. Jahrhunderts ihrerseits an Autorität einbüßten, wurden wieder positivere Urteile in der Literaturkritik vernehmbar.
Produktive Anknüpfungspunkte finden sich erst in den 1970er Jahren bei Hubert Fichte, der in seinen Inszenierungen von Lohensteins Trauerspielen die suggestive Ausdruckskraft herauspräparierte, die in diesen Stücken angelegt ist. Besonders die Folter- und Gräuelszenen standen hierbei im Mittelpunkt.
Versuche, Lohensteins Dramen wieder auf die Bühne zu bringen, wurden zwischen 1978 und 1985 wiederholt unternommen, blieben aber ohne breitere Wirkung.
1978, am Kölner Schauspiel, 2002, in Recklinghausen, und 2014, am Staatstheater Mainz, befassten sich erstmals wieder Theaterregisseure mit Trauerspielen Lohensteins.

## Werke (Auswahl)
- Ibrahim. 1649/50 (wurde erst nach seinem Tod 1685 gedruckt)
- Cypress-Tafel. Trauergedicht. 1652
- Denk- und Dankaltar. 1652
- Ibrahim. Trauerspiel. 1653
- Rechtsstreit der Schönheit und Freundlichkeit. 1657
- Trauer- und Trostgedanken. 1658
- Schuldiges Ehren-Gedächtnis. 1660
- Cleopatra. Drama. 1661 (Digitalisat und Volltext im Deutschen Textarchiv)
- Redender Totenkopf. 1662
- Erlangte Ewigkeit. 1664
- Agrippina. Trauerspiel. 1665 (Digitalisat und Volltext im Deutschen Textarchiv)
- Epicharis. Trauerspiel. 1665
- Ibrahim Sultan. Schauspiel. 1673 (Digitalisat und Volltext im Deutschen Textarchiv)
- Blumen. Gedichte. 1680
- Geistliche Gedanken. Gedichte. 1680
- Trauer- und Lustgedichte. 1680
- Sophonisbe. Drama. 1680 (Digitalisat und Volltext im Deutschen Textarchiv)
- Großmüthiger Feldherr Arminius. Roman:
  - in 2 Bänden, Leipzig: Gleditsch Sen. 1689 und 1690 (Bd. 1 als Digitalisat und Volltext im Deutschen Textarchiv, Digitalisierte Ausgabe)
    - Anmerckungen über Herrn Daniel Caspers von Lohenstein Arminius  : Nebenst beygefügtem Register derer in selbigem Werck befindlichen Merckwürdigen Nahmen und Sachen, Leipzig 1690 (Digitalisat und Volltext im Deutschen Textarchiv)

  - in 4 Bänden, Leipzig: Gleditsch Jun. 1731, andere und durch und durch verbesserte und vermehrte Auflage, hrsg. v. Georg Christian Gebauer (Digitalisierte Ausgabe)

## Übersetzung
- Lorentz[4] Gratians Staats=kluger Catholischer Ferdinand, Jena 1676. [Balthasar Gracian: El Político Don Fernando et Católico, 1640.]

## Ausgaben
- Sämtliche Werke. Historisch-kritische Ausgabe. Hrsg. von Lothar Mundt, Wolfgang Neuber und Thomas Rahn. de Gruyter, Berlin u. a. 2005ff.
- Afrikanische Trauerspiele. Hrsg. von Klaus Günther Just. Hiersemann. Stuttgart 1957. (Bibliothek des Literarischen Vereins in Stuttgart. 294.)
- Römische Trauerspiele. Hrsg. von Klaus Günther Just. Hiersemann, Stuttgart 1955. (Bibliothek des Literarischen Vereins in Stuttgart. 293.)
- Türkische Trauerspiele. Hrsg. von Klaus Günther Just. Hiersemann, Stuttgart 1953. (Bibliothek des Literarischen Vereins in Stuttgart. 292.)
- Lohensteins Agrippina. Bearbeitet von Hubert Fichte. Vorwort von Bernhard Asmuth. Kiepenheuer & Witsch, Köln 1978. ISBN 3-462-01274-6
- Lyrica. Nebst einem Anhang: Gelegenheitsgedichte in separater Überlieferung. Hrsg. und mit einem Nachwort vers. von Gerhard Spellerberg. Niemeyer, Tübingen 1992. (Rara ex bibliothecis Silesiis. 1.)